# Dongargarh
Dongargarh ist eine Stadt im indischen Bundesstaat Chhattisgarh.
Die Stadt ist Teil des Distrikts Rajnandgaon. Dongargarh hat den Status eines Municipal Council. Die Stadt ist in 21 Wards gegliedert. Sie hatte am Stichtag der Volkszählung 2011 37.372 Einwohner, von denen 18.740 Männer und 18.632 Frauen waren. Die Alphabetisierungsrate lag 2011 bei 87,6 % und damit über dem nationalen Durchschnitt. Hindus bilden mit einem Anteil von ca. 75 % die Mehrheit der Bevölkerung in der Stadt. Buddhisten bilden mit einem Anteil von ca. 12 % eine Minderheit.
Eine lokale Sehenswürdigkeit bildet der Bambleshwari-Tempel der sich auf der Spitze eines Hügels befindet.